# The Devil's Signature
The Devil's Signature è un cortometraggio muto del 1914 diretto da Harry McRae Webster.

## Produzione
Il film fu prodotto dalla Essanay Film Manufacturing Company. Venne girato a Chicago, dove la casa di produzione aveva la sua sede principale

## Distribuzione
Distribuito dalla General Film Company, il film - un cortometraggio in due bobine - uscì nelle sale cinematografiche USA l'11 settembre 1914.